# Kamen Rider X
Kamen Rider X (仮面ライダーX, Kamen Raidā Ekkusu) is een Japanse tokusatsuserie, en de derde van de Kamen Rider series. De serie werd in 1974 uitgezonden met een totaal van 35 afleveringen. De hoofdrol werd vertolkt door Hayami Ryó.

## Verhaal
Roboticawetenschapper Keitarō Jin en zijn zoon Keisuke raken per ongeluk betrokken bij een organisatie genaamd de Government Of Darkness (afgekort GOD). De organisatie valt het lab van de twee aan, en steelt de technologie van de professor. Keitarō raakt dodelijk gewond bij de aanval, maar voor hij sterft kan hij met de laatste nog aanwezige technologie zin zoon veranderen in de held Kamen Rider X.
Als Kamen Rider X moet Keisuke de dood van zijn vader wreken en Tokio beschermen tegen GOD.

## Personages

### Held en bondgenoten
- Keisuke Jin / Kamen Rider X (神 敬介 / 仮面ライダーＸ, Jin Keisuke / Kamen Raidā Ekkusu): de held van de serie. Hij is de zoon van een bekende wetenschapper, en net als de vorige Kamen Riders een cyborg. Zijn kostuum is gebaseerd op een Belostomatidae.
- Tōbei Tachibana (立花 藤兵衛, Tachibana Tōbei)
- Ryōko Mizuki (水城 涼子, Mizuki Ryōko)
- Kiriko Mizuki (水城 霧子, Mizuki Kiriko)
- Chiko (チコ, Chiko)
- Mako (マコ, Mako)
- Keitarō Jin (神 敬太郎, Jin Keitarō)

### Government of Darkness
- Apollo Geist (8-14, 16-21): hoofd van de beveiliging van GOD.
- King Dark (21-22, film, 32, 35): mysterieus figuur waarvan lange tijd wordt gedacht dat hij de leider is van GOD. Maakte zichzelf bekend na de dood van Apollo Geist.
- Dr. Norai (35): de ware leider van GOD.
- G.O.D. Soldiers: soldaten van GOD. Ze zijn gewapend met pistolen en machinegeweren.
- Shinwakaijin: de primaire monsters van GOD. Ze zijn gebaseerd op figuren uit de Griekse mythologie.
- Akuninkaijin: de tweede groep monsters, gebaseerd op dieren en historische of fictieve personages.

## Afleveringen
1. X-X-X-Rider is Born!! (X・X・Xライダー誕生!!, Ekkusu Ekkusu Ekkusu Raidā Tanjō!!)
2. Run, Cruiser! X-Rider!! (走れクルーザー! Xライダー!!, Hashire Kurūzā! Ekkusu Raidā!!)
3. Assassination Dark Spider Operation!! (暗殺 黒ぐも作戦!!, Ansatsu Kurogumo Sakusen!!)
4. GOD, the Shadow of Fear!! (ゴッド恐怖の影!!, Goddo Kyōfu no Kage!!)
5. The One-Eyed Monster's Human Review Operation! (一つ目怪人の人さらい作戦!, Hitotsume Kaijin no Hito Sarai Sakusen!)
6. The Japanese Island Fragmentation Plan! (日本列島 ズタズタ作戦!, Nihon Rettō Zutazuta Sakusen!)
7. The Terrible Genius Human Project! (恐怖の天才人間計画!, Kyōfu no Tensai Ningen Keikaku!)
8. Mystery!? Little Earth - Middle Earth - Big Earth (怪!? 小地球・中地球・大地球, Kai!? Shōchikyū - Chūchikyū - Daichikyū)
9. X-Rider's Great Deadly Training (Xライダー必殺大特訓, Ekkusu Raidā Hissatsu Dai Tokkun)
10. GOD Secret Police! Apollo Geist!! (ゴッド秘密警察! アポロガイスト!!, Goddo Himitsu Keisatsu! Aporo Gaisuto!!)
11. The Invulnerable Water Snake Monster Hydra! (不死身の水蛇怪人 ヒュドラー!, Fujimi no Mizuhebi Kaijin Hyudorā!)
12. Sweep the ESPer Girl Away! (超能力少女をさらえ!, Chōnōryoku Shōjo o Sarae!)
13. GOD Radamus's Great Prophecy! (ゴッドラダムスの大予言!, Goddo Radamusu no Dai Kanegoto!)
14. Apollo Geist, Black Insect Hell (アポロガイスト くるい虫地獄, Aporo Gaisuto Kuroi Mushi Jigoku)
15. GOD's Secret Base! X-Rider Sneaks In!! (ゴッド秘密基地! Xライダー潜入す!!, Goddo Himitsu Kichi! Ekkusu Raidā Sennyūsu!!)
16. Counterattacking Apollo Geist! X-Rider in Danger!! (逆襲アポロガイスト! Xライダー危うし!!, Gyakushū Aporo Gaisuto! Ekkusu Raidā Ayaushi)
17. Scary! Humans are Being Made into Books!! (恐い! 人間が本にされる!!, Kowai! Ningen ga Hon ni Sareru!!)
18. Scary! It's GOD's Cat Disguise Operation!! (恐い! ゴッドの化けネコ作戦だ!!, Kowai! Goddo no Bake Neko Sakusen da!!)
19. The Corpses at the Ghost Mansion Call!! (ゆうれい館で死人がよぶ!!, Yūrei Kan de Shinin ga Yobu!!)
20. A Monster!? The Mysterious Snake Man Appears!! (おばけ!? 謎の蛇人間あらわれる!!, Obake!? Nazo no Hebi Ningen Arawareru!!)
21. Apollo Geist's Last General Attack!! (アポロガイスト 最後の総攻撃!!, Aporo Gaisuto Saigo no Sōkōgeki!!)
22. The Terrible Great Giant! King Dark Appears!! (恐怖の大巨人! キングダーク出現!!, Kyōfu no Dai Kyojin! Kingu Dāku Shutsugen!!)
23. King Dark! The Devil's Invention!! (キングダーク! 悪魔の発明!!, Kingu Dāku! Akuma no Hatsumei!!)
24. Revenge Demon Geronimo! The Silent Attack!! (復しゅう鬼ジェロニモ! 音もなく襲う!!, Fukushū Oni Jeronimo! Oto mo Naku Osō!!)
25. The Mysterious Thief, Rhinocerous Beetle Lupin!! (謎の怪盗カブト虫ルパン!!, Nazo no Kaitō Kabutomushi Rupan!!)
26. Hell's Dictator, Starfish Hitler!! (地獄の独裁者ヒトデヒットラー!!, Jigoku no Dokusaisha Hitode Hittorā!!)
27. Special Edition, Full Force of Five Riders!! (特集 5人ライダー勢ぞろい!!, Tokushū Gonin Raidā Seizoroi!!)
28. Look! X-Rider's Great Transformation!! (見よ! Xライダーの大変身!!, Mi yo! Ekkusu Raidā no Dai Henshin!!)
29. Deathmatch!! X-Rider vs. X-Rider!! (死闘!! Xライダー対Xライダー!!, Shitō! Ekkusu Raidā Tai Ekkusu Raidā!!)
30. I Waant Blood! The Monster of the Corpse Swamp!! (血がほしいー! しびと沼の怪人!!, Chi ga Hoshiī! Shibito Numa no Kaijin!!)
31. Stand! King Dark!! (立て! キングダーク!!, Tate! Kingu Dāku!!)
32. Showdown! King Dark vs. X Rider (対決! キングダーク対Xライダー, Taiketsu! Kingu Dāku Tai Ekkusu Raidā)
33. Fear! King Dark's Revenge!! (恐怖! キングダークの復しゅう!!, Kyōfu! Kingu Dāku no Fukushū!!)
34. The Weapon of Terror Aims at Three Riders!! (恐怖の武器が三人ライダーを狙う!!, Kyōfu no Buki ga Sannin Raidā o Nerau!!)
35. Farwell, X-Rider (さらばXライダー, Saraba Ekkusu Raidā)

## Films
- Kamen Rider X (filmversie van aflevering 3)
- Kamen Rider X: Five Riders Vs. King Dark

## Cast
- Keisuke Jin / Kamen Rider X (神 敬介 / 仮面ライダーＸ, Jin Keisuke / Kamen Raidā Ekkusu) - Ryō Hayami (速水 亮, Hayami Ryō)
- Ryōko Mizuki (水城 涼子, Mizuki Ryōko) - Naoko Miyama (美山 尚子, Miyama Naoko)
- Kiriko Mizuki (水城 霧子, Mizuki Kiriko) - Naoko Miyama (美山 尚子, Miyama Naoko)
- Keitarō Jin (神 敬太郎, Jin Keitarō) - Jun Tazaki (田崎 潤, Tazaki Jun)
- Tōbei Tachibana (立花 藤兵衛, Tachibana Tōbei) - Akiji Kobayashi (小林 昭二, Kobayashi Akiji)
- Chiko (チコ, Chiko) - Chisako Kosaka (小坂 チサ子, Kosaka Chisako)
- Mako (マコ, Mako) - Miyuki Hayata (早田 みゆき, Hayata Miyuki)
- Apollo Geist (アポロガイスト, Aporo Gaisuto) - Yasuhiko Uchida (打田 康比古, Uchida Yasuhiko)
- The General of G.O.D. (ＧＯＤ総司令, Goddo Sōshirei, Voice) - Osamu Saka (阪 脩, Saka Osamu)
- King Dark / Dr. Noroi (キングダーク / 呪博士, Kingu Dāku / Noroi Hakase, Voice) - Fumio Wada (和田 文夫, Wada Fumio)
- Narrator (ナレーター, Narētā) - Shinji Nakae (中江 真司, Nakae Shinji)

## Muziek
Begintune
- "Setup! Kamen Rider X" (セタップ! 仮面ライダーＸ, Settapu! Kamen Raidā Ekkusu) door Ichiro Mizuki

Eindtune
- "I am the X-Kaizorg" (おれはＸカイゾーグ, Ore wa Ekkusu Kaizōgu) door Ichiro Mizuki